# Rio Jaguaribe
Le rio Jaguaribe est un fleuve côtier du nord-est du Brésil qui baigne l'État du Ceará.

## Étymologie
Jaguaribe (jaguar-y-pe) vient de la langue des tupis et signifie 'dans la rivière des jaguars'.

## Géographie

### Bassin versant
Son bassin versant est situé en presque totalité sur le territoire de l'État du Ceará, et très partiellement au sud, sur celui du Pernambouc. Il couvre plus ou moins 51,9 % de la surface totale de l'État, c'est-à-dire 75 669 km2. Les limites de son bassin servent de frontière entre le Ceará et les États du Piauí, du Pernambouc, de la Paraíba et du Rio Grande do Norte. C'est le plus important cours d'eau de l'État avec une longueur de 636 km.

### Précipitations
Les précipitations dans le bassin sont très variables d'année en année car nous sommes ici dans ce qu'on a appelé le quadrilatère de la faim. La hauteur annuelle des précipitations peut osciller entre 470 et 1270 mm par an. Le fleuve a son débit maximal pendant la courte saison des pluies qui va de février à mai.

### Cours du Jaguaribe
Tout près de son embouchure dans l'Océan Atlantique, le fleuve traverse la cité d'Aracati. À la suite des nombreuses inondations, une digue y a été construite.
Le rio Jaguaribe se jette dans l'océan par un delta comportant une série d'îlots et de canaux naturels. Le plus long d'entre eux a une longueur de 900 mètres. Dans le delta se trouve un bois de mangrove d'une superficie de 11,8 km2. Lors des crues, on peut distinguer jusqu'à une distance de 30 kilomètres dans l'océan les eaux brunes chargées de sédiments charriés par le fleuve.
Les eaux du rio Jaguaribe sont utilisées pour approvisionner la plus grande partie de la population du Ceará, et notamment la grande métropole de Fortaleza. Une grande partie de l'eau du fleuve provient de la Chapada do Araripe et de la Serra do Pereiro.

## Affluents
Le Rio Banabuiú est le plus important des affluents du rio Jaguaribe.
Autres affluents :
- Rio Salado
- Rio Cariús
- Rio Sangue ou Riacho do Sangue
- Rio Palhano
- Rio Jucá
- Rio Conceição

## Les débits à Peixe Gordo
Le débit du fleuve a été observé pendant 23 ans (1961-1983) à Peixe Gordo (ce qui signifie très prosaïquement Gros Poisson en langue portugaise), localité de l'État du Ceará située à quelque 235 kilomètres de son débouché dans l'Océan Atlantique. 
À Peixe Gordo, le débit annuel moyen ou module observé sur cette période était de 117 m3/s pour un bassin versant de 48 200 km2.
La lame d'eau écoulée dans l'ensemble du bassin atteint ainsi le chiffre de 76 millimètres par an.
Le rio Jaguaribe est en fait un fleuve assez abondant, mais il est extrêmement irrégulier et est réduit à sa plus simple expression pendant une bonne moitié de l'année. Pire, il connait de longues périodes de maigres qui peuvent se prolonger plusieurs années en cas de sécheresse dans le nordeste brésilien. Sur la période d'observation de 23 ans, le débit mensuel minimal a été de 0 m3/s (fleuve complètement à sec), tandis que le débit mensuel maximal s'élevait jusqu'à 3 211 m3/s, c'est-à-dire presque autant que le débit mensuel maximal de la Loire française, pourtant caractérisée par l'occurrence de terribles crues.

## Barrages
Deux grands barrages ont été édifiés sur le rio Jaguaribe, le barrage d'Orós, déjà terminé en 
1960, et celui de Castanhão, récent et terminé en 2003. Ces barrages sont fort importants pour l'alimentation en eau de l'État du Ceará:
| Barrage   | Date construction | Capacité         |
| --------- | ----------------- | ---------------- |
| Orós      | 1961              | 2.100.000.000 m³ |
| Castanhão | 2003              | 6.700.000.000 m³ |

Lors de la construction du barrage de Castanhão, le village de Jaguaribara fut détruit et reconstruit plus loin en hauteur ; il s'appelle désormais Nova Jaguaribara.